# 놀라운 3시
김태일, 정혜정의 놀라운 3시는 광주MBC 표준FM(AM 819㎑, 표준FM 93.9㎒)에서 2018년 9월 10일부터 현재까지 평일 오후 3시 5분 ~ 4시까지 방송되는 광주 전남 중북부 지역의 라디오 프로그램이다.

## 기획 의도
- 나른해지기 쉬운 오후 시간! 신나는 음악과 즐거운 이야기로 여러분의 오후에 활력을 불어넣어 드립니다!

## 코너소개
김태일, 정혜정의 놀라운 3시는 요일별로 다양한 코너로 구성되어 있다.

### 매일코너
- 놀세 노래퀴즈 : 성인가요에 숨겨진 재미있는 노래퀴즈를 맞춰보세요~
- 감 잡았어 퀴즈 만세! : 세 문제를 먼저 맞히는 사람이 승리! 5승에 도전하세요~

### 월요일
- 가까운 신청곡 : 청취자들에게 좀 더 가까이 다가가며 신청곡을 듣는 시간입니다.(전화 참여, 청취자 직접 인터뷰 등)

### 화요일
- 한 주간의 트로트 차트 : 차트코리아에서 집계한 성인가요 순위를 알아보고 궁금한 노래를 감상하는 시간입니다.

### 수요일
- 꿀 성대 노래 대결 : 전화 노래 대결 시간입니다. 심사위원 가수 진이랑 출연

### 목요일
- 목요 라이브 : 가수가 직접 출연해 라이브 무대를 선사합니다.

### 금요일
- 왔구나 노래 교실 : 노래 교실에서 유행하는 노래를 함께 배워보는 시간입니다.

## 같이 보기
- 광주문화방송
- MBC 표준FM
- 박준형, 박영진의 2시만세